# 新加坡中学教育
新加坡的中学教育分为“六年制直通车”，“快捷”，“普通(学术)”，或“普通(技术)”四大源流。 任何新加坡人在未经教育部的许可下是禁止报读国际学校的。 在经过六年的小学教育后，小六学生将全国小学离校考试（PSLE）。 审查确定学生是否具备升上中学的能力。考生的中学名额由其学术成绩而定。

## 中学学术源流

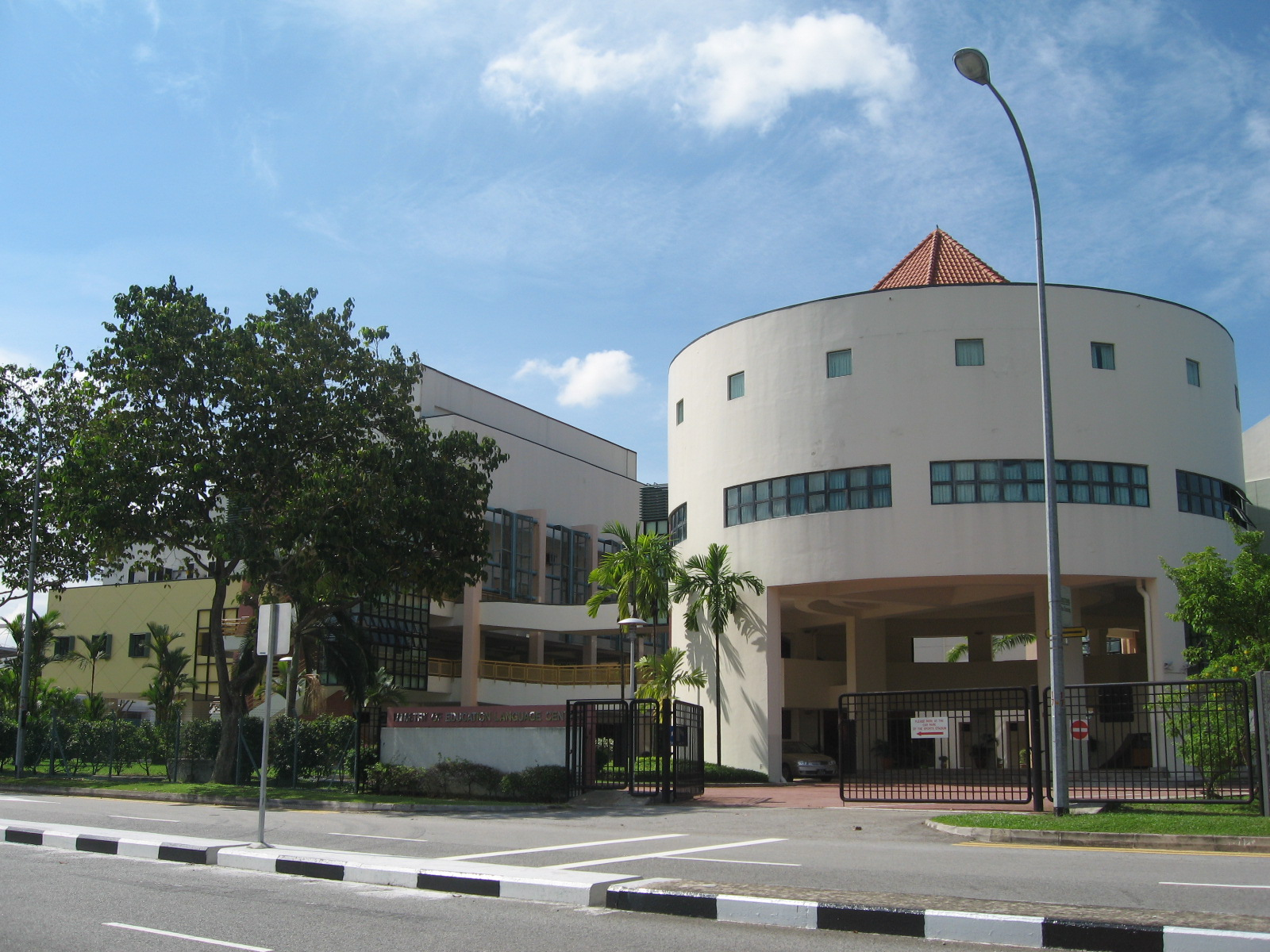
新加坡教育部语文中心。

“快捷”源流为四年制课程的源流统称，细分为“特别”和“快捷”两种课程源流。完成课程后，学生均参加新加坡-劍橋普通教育證書普通水准会考。 这两者之间的区别在于，“特别”源流的学生将同时修读英语和其母语(即华文、马来文或淡米尔文)为第一语文，而学生只要在在新加坡-劍橋普通教育證書普通水準母语第一语文水平（即高级华文、高级马来文或高级淡米尔文）的考试中考取及格成绩，已经达到语文标准。相比之下，"快捷"源流的学生以其母语为第二语文。“快捷”源流的学生若选择修读大学预备课程，必须在通过新加坡-劍橋普通教育證書普通水準母语第二语文水平后，在高一年级参加新加坡-剑桥普通教育证书高级水准的H1母语会考。 
学生也可在中学「特别」或“快捷”源流课程中选读法文、德文、或日文为外语，并在新加坡-劍橋普通教育證書普通水準会考中以外语成绩取代母语第二语文成绩。 非华族学生或非马来族学生也可在特别课程下分别另修华文和马来语为第三语言。 该课程分别称为华文特别课程（CSP）和马来文特别课程（MSP）。华文特别课程（CSP）和马来文特别课程（MSP）的学生在以新加坡-劍橋普通教育證書普通水準成绩申请理工学院课程或大学预备课程（即初院或高级中学）时均可扣除两个优待分。 若所报读的中学无法提供所需语文课程，学生将另在教育部语文中心 （MOELC）上相应课程。教育部语文中心 （MOELC）每年均收几千个学生。

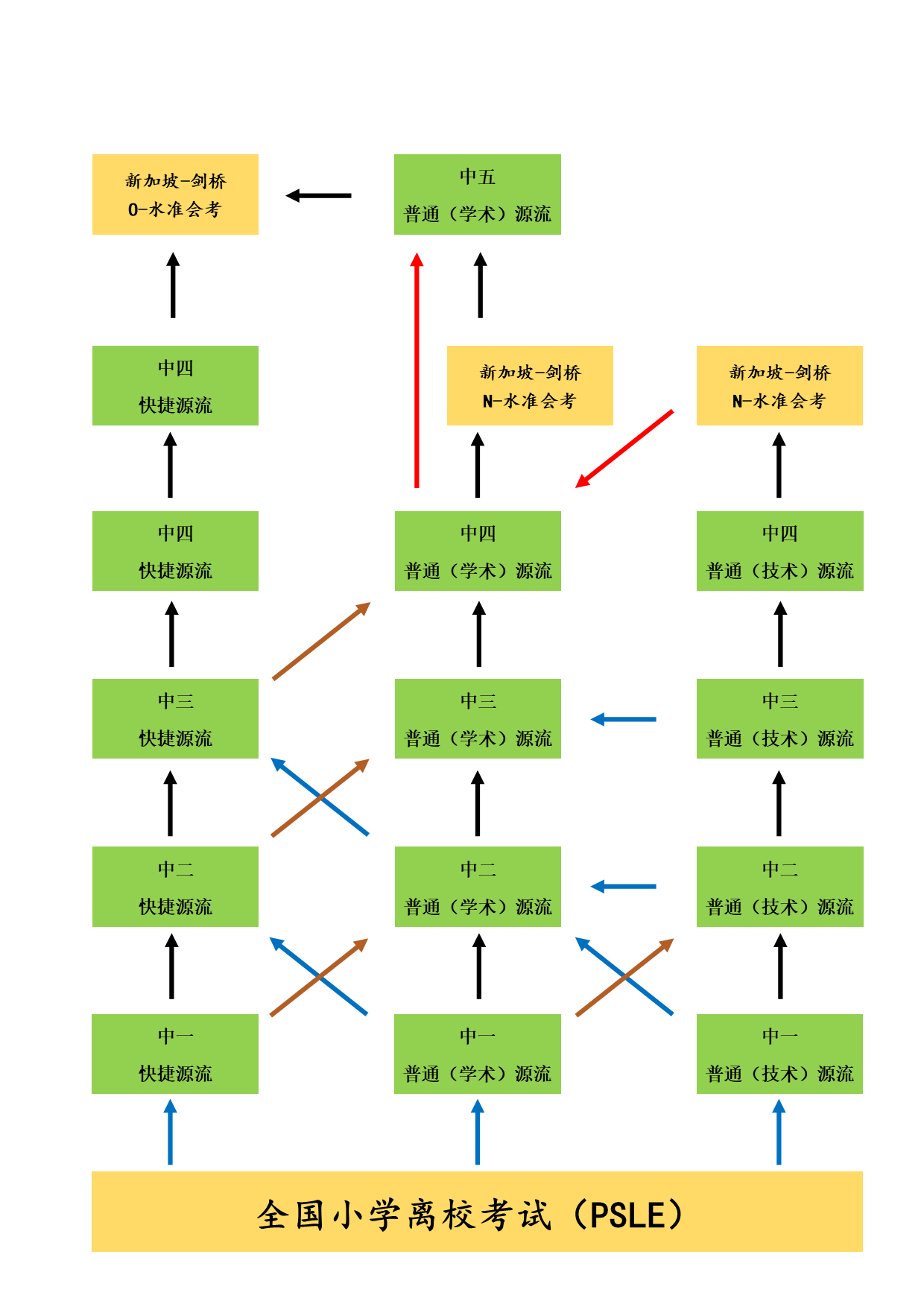
此图样简介新加坡中学教育过程中切换源流的可能途径。

“普通(学术)”和“普通(技术)“两个源流均为五年制课程。学生在中四年级均参加新加坡-劍橋普通教育證書N水准会考。学生若考取优异成绩，可继续在就读的中学修读第五年参加新加坡-劍橋普通教育證書普通水準会考，也可直接申请进入工艺教育学院或理工学院。在“普通(技术)“源流的学生将选修较为贴近技术领域的科目，如设计和技术（D&T），而“普通(学术)”源流的学生将选修贴近新加坡-劍橋普通教育證書普通水準会考的科目，例如会计学。 教育部于2004年宣布，学术成绩优异的“普通(学术)”和“普通(技术)“源流学生有机会“转班”，以“快捷”源流直接参加新加坡-劍橋普通教育證書普通水準会考。
除了提供國際文憑大學預科文凭（IB）或新加坡-剑桥普通教育证书高级水准文凭的六年制直通车课程，大多数学生都在中学二年级分流选读范围广泛的课程的组合。学生必须在新加坡-劍橋普通教育證書普通水準会考中报考六至十个科目。这必须包括英文第一语文、母语第二语文（普通华文、马来文或淡米尔文）或母语第一语文（即高级华文、高级马来文或高级淡米尔文）、数学、一个科学和个人文科学的选修科。

## 新加坡-劍橋普通教育證書普通水準会考
新加坡劍橋普通教育證書（普通水準）會考为新加坡最普及化，并受国际认可的学术文凭，证明持文凭者完成基本中学教育。

## 等级和评分系统
所有中学的新加坡统一实施新加坡-劍橋普通教育證書普通水準和新加坡-劍橋普通教育證書N水準会考通用的学分制。学分制将考生的至少5个科目纳入考量。 所有科目的成绩都以等级划分，A1为最高等级，F9为最低等级。
- A1/A2（特优）
- B3/B4（优等）
- C5/C6（新加坡-劍橋普通教育證書普通水準及格水平）
- D7/E8/F9（新加坡-劍橋普通教育證書普通水準及格水平之下，即不及格）

完成中学教育后参加新加坡-劍橋普通教育證書普通水準，并考获至少5个学术科目的学生将获得学校毕业证书(SGC)。
在中学的学分制下，一个学生的整体学业成绩可由“L1R5”，“L1B5”和“L1R4”计算。 每一个学科的成绩都对上相应的学分。例如，“A1”为1个学分，“A2”为2个学分，“B3”为3个学分。 “L1R5”，“L1B5”和“L1R4”的总成绩是由相应学科的学分整合而成。三个演算方法中的，学生的L1必须是其的第一语言，即英语或母语第一语文（即高级华文、高级马来文或高级淡米尔文）。在“L1R5”和“L1R4”的演算中，4个或5个相关科目（即“R4”或“R5”），必须包括一个理科科目及一个从人文科目。演算范围不包括宗教学、母语"B"和课外活动的学分。
“L1R5”和“L1B5”的最佳总成绩为6分，“L1R4”的最佳总成绩为5分。在联合招生程序（JAE）中，初级学院一律使用L1R5成绩招生，而高级中学和理工学院分别使用“L1R4”和“L1B5”招生。报读初级学院的最低标准为“L1R5”总成绩不超过20分，并在新加坡-劍橋普通教育證書普通水準会考考获英文和母语第二语文及格。报读高级中学和理工学院的最低标准为“L1R4”总成绩不超过20分，并在新加坡-劍橋普通教育證書普通水準会考考获英文和母语第二语文及格。各院校的入学标准由报读的学生素质决定。
一些学校均使用平均学科等级(MSG)来计算学生校内考试的成绩，开办六年制直通车课程（IP）的院校也均使用平均绩点（GPA）的评分系统。

## 课外活动
课外活动（CCA）在新加坡的中学教育制度中是强制性的。在所有中学生必须参加至少一个课外活动。学生在中学教育中的所有课外活动记录都将被记录在全国同一的学生资历系统，并通过“LEAPS”框架计算课外活动成绩。“LEAPS”框架涵盖四大学生在课外活动中的身心发展，即领导能力、强化项目、成绩、参与度和社区服务。 比赛及表演都定期组织。 课外活动往往归类如下四大类：体育活动团体、制服团体、表演艺术团体、协会及学会团体。学生的课外活动数目不设上限。
体育活动团体
体育活动即是各种类型的体育比赛项目，目的是锻炼学生培养健康活力、公平竞争和团队精神。
制服团体
新加坡学校中的九个制服团体包括：男少年旅、女少年旅、女童军、全国学生军团（NCC）、全国学生民防团（NCDCC）、全国学生警察团（NPCC）、红十字会青年协团（RCY）、圣约翰救伤队（SJAB）和新加坡童军总会。
表演艺术团体
表演艺术团因学校而异。新加坡中学中常见表演艺术团体包括合唱团，管乐队、华乐、舞蹈、戏剧和辩论。 
协会及学会团体
新加坡中学中的社团的范围广泛，包括新加坡青年飞行俱乐部、机械科技社（Robotics）、媒体和信息通信社（Infocomm）和武术。

## 特别辅助计划（SAP）
特别辅助计划（简称SAP）专为双语及学术成绩优异的学生而设的特别课程。特别辅助计划于1979年，主要目标的方案就是保留传统华校丰富的文化精髓并为学生提供浓厚的双语环境，让学生能够掌握英文和中文。 提供特选课程的指定院校提供英文和华文为第一语文（此为最早的“特别“源流，于1982年确立)。 九所传统华校率先成为试点特选中学，并取得巨大成功。新加坡教育部1990年代的全国中学排名中，名列前茅的十大中学中有五所为特选中学，显示特选中学的教育水平已经超越了传统英校。
目前，特选中学有十一所，即：
- 圣公会中学
- 公教中学
- 圣尼各拉女校
- 中正中学（总校）
- 德明政府中学
- 新加坡华侨中学
- 海星中学
- 新加坡南侨中学
- 南华中学
- 南洋女子中学
- 立化中学

## 高才教育计划（GEP）
高才教育计划（GEP）在1984年设立，以培育有天赋的学生。 全国学生均在小学3年级进行一系列的测试，以选拔全国1%的特出学生参加高才教育计划。随着六年制直通车课程的开办，大多设有直通车课程的院校均把高才教育计划纳入其直通车课程。计划最终于2008年从中学制度中废除。

## 直通车课程（IP）

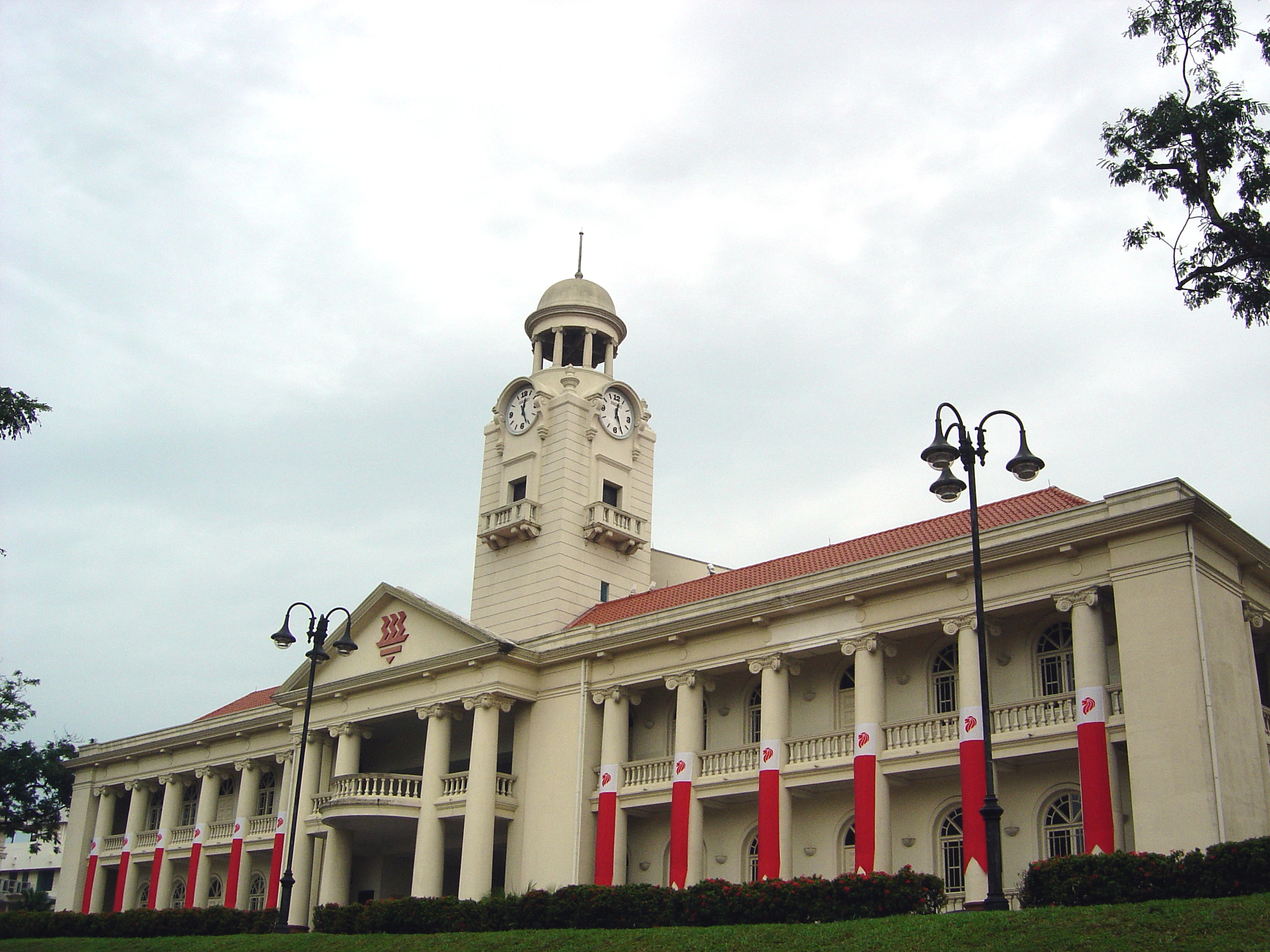
新加坡华侨中学新加坡首个推出六年制直通车课程的四所院校之一。

直通车课程是一个六年制的直通课程，让学术能力强的学生绕过新加坡-劍橋普通教育證書普通水準会考直接报考新加坡-剑桥普通教育证书高级水准会考，或國際文憑大學預科文凭（IB）。
直通车课程于2004年首次推出。 让学术能力强的学生们能在更灵活的教学环境中受惠，深入接触学科知识。 此外，学生享有更多选科自由。 目前，由于名额吃紧，只有顶尖的小六生得以顺利报读直通车课程。
目前，提供六年制A Level / IB直通车课程的学府为：
- 英华自主中学 (IP-IB)
- 四德女子中学 (IP，最后两年于维多利亚初级学院就读)
- 德明政府中学 (IP+BSP)
- 美以美女校 (IB，最后两年于英华自主中学高中部就读)
- 国家初级学院 (IP)
- 新加坡國立大學附屬數理中學（主辦團體為新加坡國立大學）
- 南洋女子中学 (IP+BSP，最后两年于新加坡华侨中学高中部就读)
- 立化中学 (IP+BSP）
- 淡马锡初级学院 (IP+CLEP)
- 新加坡华侨中学 (IP+BSP/CLEP)
- 莱佛士书院 (IP)
- 莱佛士女子中学 (IP，最后两年于莱佛士书院高中部就读)
- 维多利亚学校 (IP，最后两年于维多利亚初级学院就读)
- 圣约瑟书院 (IB)
- 新加坡女子学校 (IP，最后两年于诺雅初级学院就读)
- 圣尼各拉女校 (IP，最后两年于诺雅初级学院就读)
- 公教中学 (IP，最后两年于诺雅初级学院就读)

## 中学升学途径
完成了4或5年的中学教育并参加了新加坡-劍橋普通教育證書普通水準后，中学生（不包括IP学生）可以通过其新加坡-劍橋普通教育證書普通水準成绩申请报读大学预备课程，理工学院或技术教育学院 (ITE)。
新加坡-劍橋普通教育證書N水準会考成绩优异的“普通(学术)”和“普通(技术)“学生可选择以新加坡-劍橋普通教育證書N水準会考成绩报读理工学院或技术教育学院 (ITE)，或继续留校备考新加坡-劍橋普通教育證書普通水準。